# Two Moon
Two Moon (Ish hayu Nishus), également orthographié Two Moons, est un chef cheyenne du nord né en 1842 ou 1847 et mort en 1917. Il participa notamment à la bataille de Little Bighorn en 1876.

## Biographie
Né en 1842 ou 1847, Two Moon est le fils de Carries the Otter, un captif arapaho qui se maria au sein de la nation des Cheyennes du Nord. Il est 
le neveu d'un autre chef de guerre cheyenne portant le même nom et avec qui il est parfois confondu.
Il est principalement connu pour sa participation aux batailles de la Powder, de Rosebud et de Little Bighorn en 1876 contre l'armée des États-Unis. Après sa reddition au général Miles en avril 1877, il s'engage comme éclaireur dans l'armée des États-Unis.
Désireux de conduire son peuple sur la voie du progrès et améliorer ses conditions de vie, il effectue plusieurs voyages à Washington et rencontre le président Woodrow Wilson en 1914.

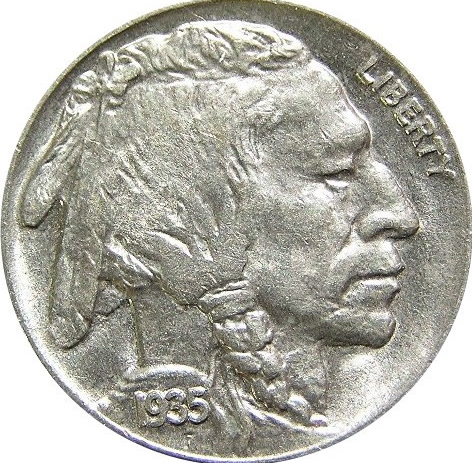
Avers du Buffalo nickel dont Two Moon servit de modèle.

Two Moon est l'un des trois modèles — avec Iron Tail — ayant servi à James Earle Fraser pour la création des pièces de 5 cents Buffalo produites de 1913 à 1938.
Il meurt en 1917. Sa tombe se trouve le long de la U.S. Route 212, à l'ouest de Busby (en) dans le Montana.